# عمرو رضا
عمرو رضا (مواليد 18 يناير 1999، لاعب كرة قدم مصري يجيد اللعب كمهاجم.

## مسيرة اللاعب
بدأ مسيرته مع النادي الأهلي و في عام 2014 إنتقل للعب في الفئات السنية في النصر الإماراتي و في عام 2018 انتقل إلى الوحدة الإماراتي و في عام 2019 وقع مع نادي الشارقة. و في عام 2020 انتقل إلى اسوان لمدة 3 مواسم والان يلعب في نادي السكه الحديد